# 尤尼昂波因特 (喬治亞州)
尤尼昂波因特（英語：Union Point）是一個位於美國喬治亞州格林縣（Greene County）的城市。

## 地理
尤尼昂波因特的座標為33°36′59″N 83°04′26″W / 33.61639°N 83.07389°W，而該地的平均海拔高度為205米（即673英尺）。

## 人口
根據2010年美國人口普查的數據，尤尼昂波因特的面積為4.96平方千米，當中陸地面積為4.89平方千米，而水域面積為0.07平方千米。當地共有人口1617人，而人口密度為每平方千米326.01人。